# ジェイコブと海の怪物
「ジェイコブと海の怪物」（英語原題：The Sea Beast）は、クリス・ウィリアムズ（アニメーター）が監督した2022年のコンピューターアニメーションのアドベンチャー映画。ニール・ベンジャミンと脚本を共同執筆し、ジェド・シュランガーと共同制作した。  主な声の出演として、カール・アーバン、ザリス＝エンジェル・ヘイター、ジャレッド・ハリス、マリアンヌ・ジャン＝バプティストが参加している。強大な未知の存在である海の怪物を狩るハンターの一団と、その戦いに飛び込む少女の物語である。
この映画は、2022年6月24日に米国で限定劇場公開を開始し、7月8日にNetflixで配信が開始された。批評家から好評を博している。

## あらすじ
何百年もの間、海の怪物は人々に大混乱をもたらしてきた。そのため、船で海を越えて怪物を狩る「ハンター」が登場した。彼らは、スリー・ブリッジズという大国の王家によって財政的に支えられていた。
ハンターのクロウ船長率いる「イネビタブル号」は、王家が討伐を求める怪物「レッド・ブラスター」を追っていた。しかし、なかなか成功しない状況から王と王妃はハンターへの支援の打ち切りを迫る。イネビタブル号の乗組員のジェイコブは、ハンター達がレッド・ブラスターを殺すことに成功すれば、ハンターへの支援を続けるよう提案する。
イネビタブル号の出港後、乗組員はメイジー・ブランブルという孤児の少女が、積荷に隠れて乗船していたことに気づく。彼女は亡くなった両親に触発され、狩りに加わろうとしていた。
レッド・ブラスターとの戦いによってジェイコブとメイジーは船から離れ、無人島にたどり着く。メイジーはそこで、怪物は人間に誤解されている部分があると気づき始めるが、ジェイコブはそれを否定する。二人が王国のあるスリー・ブリッジズへ戻る道を探す一方で、ジェイコブが死んだと考えたクロウ船長は、レッド・ブラスターへの復讐に取り憑かれ始めていた。

## 声優
※最初に表記している人名は英語版、また括弧内は日本語吹替。
- ジェイコブ・ホランド：カール・アーバン（武内駿輔[3]）

海の怪物ハンターとして知られる、イネビタブル号の乗組員。
- メイジー・ブランブル：ザリス＝エンジェル・ヘイター（境葵乃[3]）

ジェイコブと共に無人島にたどり着いた孤児の少女。両親は海の怪物ハンターだった。
- ジェームズ・クロウ船長：ジャレッド・ハリス（木村雅史[3]）

有名な狩猟船の船長であり、ジェイコブの父のような存在。
- サラ・シャープ：マリアンヌ・ジャン＝バプティスト（滝沢ロコ）

クロウの忠実な一等航海士
- ミス・メリノ：ヘレン・サドラー（永宝千晶）
- オールド・ニック：イアン・マーサー（こねり翔）
- 国王：ジム・カーター（石住昭彦）
- 女王：ドゥーン・マッキチャン（日野由利加）
- エリック・ホーナゴールド提督：ダン・スティーブンス（野沢聡）

ライバル的な狩猟船の司令官。
- グウェン・バタービー：キャシー・バーク

- 日本語吹替版その他出演：野村須磨子、竜門睦月、藤井隼、金田愛、柚木尚子、古木海帆、新井海人、青海衣央里、小野寺悠貴、堀総士郎、増岡裕子、吉元里謹、大平あひる、神戸光歩、中村達也、内田ゆう、大木理紗、安西康高、大滝秀則、立花敏弘、宮本聡之
- 日本語吹替版制作スタッフ 演出：鍛治谷功、翻訳：松本小夏、音楽監督：市之瀬洋一、調整：吉本晋、制作：東北新社

## 制作
2018年11月5日、 Netflixは、クリス・ウィリアムズがアニメーション映画「Jacob and the Sea Beast」の脚本と、監督を担当することを発表した。  2020年11月7日、映画のタイトルは「The Sea Beast」に変更された。 
アニメーションは、バンクーバーのソニー・ピクチャーズ・イメージワークスによって提供された。 
マーク・マンシーナが映画のスコアを作曲した。  マンシーナはまた、ニール・ベンジャミンとローレンス・オキーフによるシーシャンティ「キャプテン・クロウ」と呼ばれるオリジナル曲を制作した。

## 公開
2022年3月、Netflixは2022年7月8日の初演日を発表した。この映画は、Netflix公開前の、2022年6月24日に、一部のAMC 、 Cinemark 、 Regal 、 CineplexEntertainmentなどの劇場で公開された。  
単週の視聴時間がNetflixではアニメーション映画として最高の6811万時間を記録した。

## 評価
レビューアグリゲーターのウェブサイトRottenTomatoesでは、98人のレビューの94％が肯定的で、平均評価は7.6/10である。 ウェブサイトでは「キャラクターと同じくらい大胆なオリジナルのアニメ化された物語であり、この映画は観客を価値のある航海へと連れ出すものだ」と述べている。Metacriticでは、20人による平均スコアは100点満点中74点であり、好意的なレビューを示している。